# Darreh Ḩājjī
Darreh Ḩājjī (persiska: دره حاجی) är en ort i Iran.   Den ligger i provinsen Hormozgan, i den sydöstra delen av landet, 1 100 km sydost om huvudstaden Teheran. Darreh Ḩājjī ligger 207 meter över havet och antalet invånare är 415.
Terrängen runt Darreh Ḩājjī är platt söderut, men norrut är den kuperad. Runt Darreh Ḩājjī är det ganska glesbefolkat, med 25 invånare per kvadratkilometer. Närmaste större samhälle är Deh Gel Kan, 19,7 km nordväst om Darreh Ḩājjī. Trakten runt Darreh Ḩājjī är ofruktbar med lite eller ingen växtlighet.